# Rio Jaguaribe (vattendrag i Brasilien, Ceará, lat -4,43, long -37,77)
Rio Jaguaribe är ett vattendrag i Brasilien.   Det ligger i delstaten Ceará, i den östra delen av landet, 1 700 km nordost om huvudstaden Brasília.
Omgivningarna runt Rio Jaguaribe är en mosaik av jordbruksmark och naturlig växtlighet.